# Set Fire to Flames
Set Fire to Flames is een postrockband uit Montreal.
De band werd opgericht door gitarist David Bryant en bestaat uit veertien muzikanten, waarvan sommigen ook spelen in andere projecten, zoals Godspeed You! Black Emperor, Thee Silver Mt. Zion Memorial Orchestra, Esmerine, HṚṢṬA en Fly Pan Am. De band wordt vaak gezien als zijproject van Godspeed You! Black Emperor. Over het algemeen is Set Fire To Flames qua muziek nog experimenteler dan de andere groepen.
Omdat de bandleden zelden bij elkaar zijn, speelde de band pas eenmaal live (in 1999). In 2001 en 2004 brachten ze een album uit.

## Discografie
- Sings Reign Rebuilder (2001)
- Telegraphs in Negative / Mouths Trapped in Static (2004)
- Floored Memory….Fading Location (2009)
- Eleven into Fifteen: a 130701 Compilation (2016)

## Bandleden
- David Bryant (oprichter)
- Bruce Cawdron
- Fluffy Erskine
- Rebecca Foon
- Aidan Girt
- Geneviève Heistek
- Gordon Krieger
- Christof Migone
- Mike Moya
- Thea Pratt
- Roger Tellier-Craig
- Jean-Sébastien Truchy
- Sophie Trudeau
- Speedy Weaver